# Valle de la Pascua
Valle de la Pascua è una città del Venezuela situata nello Stato di Guárico e in particolare nel comune di Leonardo Infante.